# تپه قزانچی
تپه قزانچی در شهرستان کرمانشاه، روستای قزانچی واقع شده و این اثر در تاریخ ۲۵ اسفند ۱۳۷۹ با شمارهٔ ثبت ۳۲۲۹ به‌عنوان یکی از آثار ملی ایران به ثبت رسیده است.